# Tina Nedergaard
Tina Nedergaard (ur. 28 marca 1969 w Aarhus) – duńska polityk, deputowana do Folketingetu, w latach 2010–2011 minister edukacji.

## Życiorys
Ukończyła Hobro Gymnasium (1988), a w 1997 nauki polityczne na Uniwersytecie Aarhus. Pracowała m.in. jako konsultantka w duńskiej federacji pracodawców Dansk Arbejdsgiverforening.
W 2001 z ramienia liberalnej partii Venstre uzyskała mandat posłanki do Folketingetu. Z powodzeniem ubiegała się o reelekcję w wyborach w 2005, 2007 i 2011, zasiadając w duńskim parlamencie do 2015. W lutym 2010 objęła urząd ministra edukacji w rządzie Larsa Løkke Rasmussena. Zrezygnowała z tego stanowiska w marcu 2011, motywując swoją dymisję względami rodzinnymi.
27 kwietnia 2012 została odznaczona krzyżem kawalerskim Orderu Danebroga.